# Torneio Municipal de Futebol do Rio de Janeiro de 1948
O Torneio Municipal de Futebol do Rio de Janeiro de 1948 foi uma competição oficial entre clubes de futebol da cidade do Rio de Janeiro, no Brasil, cidade que então tinha o status de Distrito Federal, sendo essa a sétima edição do Torneio Municipal de Futebol do Rio de Janeiro, disputa que acontecia antes do início do Campeonato Carioca, pelos mesmos clubes, classificados que eram para as duas competições, tendo se sagrado campeão o Fluminense após disputar três jogos desempate contra o Vasco da Gama.

## História
Teria bastado uma vitória sobre o Bangu na última rodada para o Flamengo se sagrar campeão, mas o time banguense venceu a partida por 2 a 1 em pleno Estádio da Gávea, com o Flamengo vindo a terminar a um ponto dos finalistas, que na última rodada empataram as suas partidas.
A maior renda da competição foi a do Fla-Flu com Cr$ 255.314,00 e a menor foi de Cr$ 1.160,00 na partida entre Canto do Rio e Madureira. Dezesseis pênaltis foram marcados antes da realização dos jogos-desempates e onze foram convertidos em gols, com Mário Vianna tendo sido o árbitro mais escalado até então, o que ocorreu em quatorze partidas.

## Fórmula de disputa
Os onze participantes jogariam contra os demais clubes apenas em jogos de ida no sistema de pontos corridos, sendo campeão aquele que fizesse mais pontos. Em caso de empate, três jogos seriam realizados para definir o título.

## Campanha do campeão
1. Fluminense 4–2 São Cristóvão, 24 de abril.[4]
2. Fluminense 4–2 Canto do Rio, 27 de abril.
3. Fluminense 2–2 Olaria, 5 de maio.
4. Fluminense 1–1 Vasco, 9 de maio.
5. Fluminense 1–1 Flamengo, 23 de maio.
6. Fluminense 4–0 Madureira, 29 de maio.
7. Fluminense 5–3 America, 3 de junho.
8. Fluminense 2–1 Bangu, 11 de junho.
9. Fluminense 1–0 Bonsucesso, 15 de junho.
10. Fluminense 1–1 Botafogo, 20 de junho.

Jogos extras
1. Fluminense 4–0 Vasco, 24 de junho.
2. Fluminense 1–2 Vasco, 27 de junho.
3. Fluminense 1–0 Vasco, 30 de junho.

## Jogo do título
Fluminense 1–0 Vasco da Gama.
Data: 30 de junho de 1948.
Local: Estádio de General Severiano (Botafogo).
Árbitro: Carlos de Oliveira Monteiro “Tijolo”.
Público: 14.381 pagantes.
Renda: Cr$ 207.072,00.
Gol: 1° tempo: Fluminense 1 a 0, Orlando Pingo de Ouro aos 8 minutos; Final: Flu 1 a 0.
FFC: Castilho; Pé-de-Valsa e Haroldo; Índio, Mirim e Bigode; Cento-e-Nove, Simões, Rubinho, Orlando Pingo de Ouro e Rodrigues. Técnico: Ondino Vieira.
CRVG: Barbosa; Laerte e Wilson; Ely, Danilo e Jorge; Djalma, Maneca, Friaça, Ademir Menezes e Chico. Técnico: Flávio Costa.
Obs.: O gol da vitória, marcado por Orlando Pingo de Ouro, de "bicicleta", acabou se tornando a marca dessa competição.

## Premiação
| Torneio Municipal de Futebol do Rio de Janeiro de 1948 |
| Rio de Janeiro                                         |
| ------------------------------------------------------ |
| FLUMINENSE Campeão (2º título)                         |